# Ameropterus misionarius
Ameropterus misionarius är en insektsart som först beskrevs av Gregorio J. Williner 1945.  Ameropterus misionarius ingår i släktet Ameropterus och familjen fjärilsländor. Inga underarter finns listade i Catalogue of Life.